# 산탄젤로달리페
산탄젤로달리페(이탈리아어: Sant'Angelo d'Alife)는 이탈리아 캄파니아주 카세르타도에 있는 코무네이다. 나폴리로부터는 북쪽으로 60km 카세르타에선 북쪽으로 35km 거리에 있다.